# Walter D'Hondt
Walter Ignace D'Hondt (11 settembre 1936) è un ex canottiere canadese.

## Palmarès

### Olimpiadi
- 2 medaglie:
  - 1 oro (Melbourne 1956 nel quattro senza)
  - 1 argento (Roma 1960 nell'otto)

### Giochi del Commonwealth
- 2 medaglie:
  - 1 oro (Cardiff 1958 nell'otto)
  - 1 argento (Cardiff 1958 nel quattro con)